# Glínos
Glínos (Glinos) är en ort i Grekland.   Den ligger i prefekturen Trikala och regionen Thessalien, i den centrala delen av landet, 230 km nordväst om huvudstaden Aten. Glínos ligger 96 meter över havet och antalet invånare är 522.
Terrängen runt Glínos är platt åt sydväst, men åt nordost är den kuperad. Terrängen runt Glínos sluttar söderut. Runt Glínos är det tätbefolkat, med 257 invånare per kvadratkilometer. Närmaste större samhälle är Trikala, 9,5 km nordväst om Glínos. Trakten runt Glínos består till största delen av jordbruksmark.